# Hmong-mienské jazyky
Jazyková rodina hmong-mien nebo též rodina miao-jao je malá skupina jazyků, jimiž se hovoří zejména v hornatých oblastech jižní Číny. Tradičně bývaly tyto jazyky řazeny k sinotibetské jazykové rodině, jsou však čínsko-tibetskými jazyky zřejmě jen výrazně ovlivněny.
Spekuluje se o vzdálenější příbuznosti s tajsko-kadajskou, austroasijskou a austronéskou jazykovou rodinou, s nimiž by mohly tvořit austrickou jazykovou nadrodinu (autorem austrické teorie je především americký lingvista Paul Benedict).

## Dělení
- Hmongské jazyky (miaoské j.)
- Mienské jazyky (jaoské j.)
- jazyk še